# Crasna din Deal, Gorj
Crasna din Deal este un sat în comuna Crasna din județul Gorj, Oltenia, România. Se află în partea de nord-est a județului, în ulucul depresionar subcarpatic.